# Dumalneg
Dumalneg là một đô thị hạng 5 ở tỉnh Ilocos Norte, Philippines. Theo điều tra dân số năm 2007, đô thị này có dân số 1.716 người trong 239 hộ.

## Barangay
Dumalneg chỉ có 1 barangay.